# Letní paralympijské hry 2000
XI. letní paralympijské hry se konaly v roce 2000 v Sydney od 18. do 29. října. Her se zúčastnilo 123 výprav včetně tzv. nezávislých sportovců reprezentujících Východní Timor.

## Organizace
Při organizaci her bylo využito úzké spolupráce s pořadateli olympijských her, které skončily krátce před paralympiádou. Soutěže navštívilo na 1,2 milionu diváků, více než dvojnásobek dosavadní rekordní návštěvy z paralympiády v Atlantě. Soutěže se konaly na olympijských sportovištích včetně Stadionu Australia a dalších místech v Olympijském parku ve čtvrti Homebush Bay. Maskotem her byla agama Lizzie.

## Soutěže
Mezi vrcholy her patřily finále ragbyového turnaje, ve kterém Austrálie podlehla o bod Spojeným státům. Čtyři zlaté medaile v atletice - na všech tratích od 100 do 800 metrů - získala britská vozíčkářka Tanni Greyová-Thompsonová. Padlo víc než 300 světových a paralympijských rekordů.

### Sportovní disciplíny
Celkově bylo zařazeno 19 sportů. Novinkou bylo vzpírání žen.
| - Atletika - Basketbal mentálně postižených - Basketbal na vozíčku - Boccia - Cyklistika - Fotbal (sedmičlenná družstva) - Goalball | - Jachting - Jezdectví - Judo - Lukostřelba - Plavání - Ragby na vozíčku | - Sportovní střelba - Stolní tenis - Šerm na vozíčku - Tenis na vozíčku - Volejbal - Vzpírání |

## Pořadí národů
Z 550 sad medailí (vysoký počet je daný rozdělením sportovců do kategorií podle vážnosti postižení) získali nejvíc domácí sportovci.
|     | Stát               | Zlato | Stříbro | Bronz |
| --- | ------------------ | ----- | ------- | ----- |
| 1.  | Austrálie          | 63    | 39      | 47    |
| 2.  | Spojené království | 41    | 43      | 47    |
| 3.  | Kanada             | 38    | 33      | 25    |
| 4.  | Španělsko          | 38    | 30      | 28    |
| 5.  | USA                | 36    | 39      | 34    |
| 6.  | Čína               | 34    | 22      | 17    |
| 7.  | Francie            | 30    | 28      | 28    |
| 8.  | Polsko             | 19    | 22      | 12    |
| 9.  | Jižní Korea        | 18    | 7       | 7     |
| 10. | Německo            | 16    | 41      | 38    |
| 11. | Česko              | 15    | 15      | 13    |

Zdroj: MPV

## Česko na LPH 2000
Českou republiku reprezentovalo v šesti sportech celkem 57 sportovců. Získali na hrách dohromady 43 medailí, z toho 15 zlatých, 15 stříbrných a 13 bronzových. Nejúspěšnější byl atlet a cyklista Roman Musil, který sám získal tři zlaté, jednu stříbrnou a jednu bronzovou medaili.

### Čeští vítězové
| Sport        | Disciplína                   | Kategorie | Jméno             |
| ------------ | ---------------------------- | --------- | ----------------- |
| Atletika     | vrh koulí                    | F33       | Roman Musil       |
| Atletika     | hod oštěpem                  | F33       | Roman Musil       |
| Atletika     | hod diskem                   | F52-54    | Martina Kniezková |
| Atletika     | hod diskem                   | F55       | Martin Němec      |
| Atletika     | hod diskem                   | F36       | Milan Kubala      |
| Cyklistika   | silniční časovka jednotlivců | div. 2    | Roman Musil       |
| Cyklistika   | dráha, 1 km s pevným startem | LC2       | Jiří Ježek        |
| Cyklistika   | dráha, stíhací závod         | LC2       | Jiří Ježek        |
| Lukostřelba  | olympijská sestava           | W1        | Zdeněk Šebek      |
| Plavání      | 50 m prsa                    | SB14      | Ivana Kumpoštová  |
| Plavání      | 50 m v. způsob               | S3        | Jana Hoffmanová   |
| Plavání      | 50 m znak                    | S3        | Martin Kovář      |
| Stolní tenis | dvouhra                      | T10       | Jolana Davídková  |
| Stolní tenis | dvouhra                      | T10       | Ivan Karabec      |
| Stolní tenis | dvouhra                      | T4        | Michal Stefanu    |

Zdroj: Český paralympijský výbor